# Luopterus
Luopterus is een geslacht van uitgestorven pterosauriërs, behorende tot de Anurognathidae, dat leefde tijdens het Midden-Jura in het gebied van het huidige China.

## Vondst en naamgeving
In 2010 werd een tweede specimen van Dendrorhynchoides bekendgemaakt, GLGMV 0002, dat completer was dan het holotype van dat geslacht. Het betrof een jong dier; resten van de weke delen waren bewaard gebleven. Dit exemplaar toonde ook de staart die toch vrij lang bleek te zijn met een lengte van 85% van het dijbeen, ongeveer 40% van de lengte van de vervalste staart van het holotype. Door vergelijking van de twee fossielen meende David William Elliot Hone twee unieke afgeleide eigenschappen, autapomorfieën, van Dendrorhynchoides te kunnen vaststellen: het bezit van lange gebogen tanden en een opperarmbeen met een driehoekige deltopectorale kam en een kleine kam op de binnenkant van de schacht. In 2012 echter werd het aanvullende specimen, nu met inventarisnummer JZMP-04-07-3, door Hone en Lü Junchang benoemd als een nieuwe soort: Dendrorhynchoides mutoudengensis. De soortaanduiding verwijst naar de locatie Mutoudeng in de prefectuur Qinlong. De soort zou zich juist kenmerken door het bezit van korte robuuste tanden en een vierde middenhandsbeen met 40% van de lengte van het opperarmbeen. De vermeende lange tanden bleken losgeraakte botsplinters te zijn.
Enkele jaren later besloot Hone een hoofdstuk over de Anurognathidae dat hij geschreven had voor de Pterosauria, een in 2009 te verschijnen standaardwerk van de groep, waarvan de publicatie uiteindelijk werd afgelast, om te werken tot een overzichtsartikel waarin hij de status van de verschillende taxa besprak. In 2020 werd daarin de soort door Hone benoemd als het aparte geslacht Luopterus. De geslachtsnaam eert wijlen Lü en verbindt zijn naam met een gelatiniseerd Grieks pteron, 'vleugel'. De typesoort is Dendrorhynchoides mutoudengensis. De combinatio nova is Luopterus mutougedensis.
Hone gaf in 2020 aan dat het inventarisnummer van het holotype niet kan kloppen omdat dit al gegeven werd aan het holotype van Boreopterus. Het holotype is gevonden in de Daohugoulagen. In 2012 werd dit nader aangegeven als de Tiaojishanformatie. Het bestaat uit een skelet met schedel van een juveniel exemplaar platgedrukt op een plaat en tegenplaat. Verschillende delen van het skelet zijn slechts als afdrukken bewaard gebleven. Daarbij is het wat beschadigd geraakt tijdens het uitgraven en een preparatie met een beitel. Het fossiel bewaart grote delen van de vleugelmembranen met daarin zichtbaar pycnofibers.

## Beschrijving

### Grootte en onderscheidende kenmerken
Het holotype van Luopterus heeft een spanwijdte van zo'n veertig centimeter. De volwassen grootte kan hoger hebben gelegen.
Hone gaf in 2020 enkele onderscheidende kenmerken aan. De staart is relatief lang en bestaat uit vrij eenvoudig gebouwde wervels. Het opperarmbeen heeft een rechte brede schacht. Bij het opperarmbeen zijn zowel de deltopectorale kam als de binnenste kam van de bovenkant in omvang gereduceerd. Het vierde middenhandsbeen is erg kort met slechts 40% van de lengte van het opperarmbeen. De ellepijp is erg lang met 155% van de lengte van het opperarmbeen.

### Skelet
De slechte preservering van het fossiel maakt het onmogelijk veel details waar te nemen, ook niet met ultraviolet licht. In 2012 werd de intentie ooit verbeterde afgietsels te maken uitgedrukt maar dat had in 2020 kennelijk nog geen resultaat opgeleverd.
De kop is kort en breed zoals bij andere anurognathiden, ongeveer twee centimeter wijd bij een lengte van zestien millimeter. De voorkant is afgerond en de achterkant recht. Althans sommige tanden zijn kort en dun. Ze zijn wat naar achter gekromd.
De wervelkolom van de basis van de schedel tot de staart meet achtenvijftig millimeter. De halswervels zijn kort en robuust. Er zijn minstens drie sacrale wervels; een reeks kan worden waargenomen die direct met de staart articuleert. Ze zijn kort en breed maar langwerpiger dan bij andere anurognathiden. De staart is met achttien millimeter de relatief langste die van enige anurognathide bekend is. Hij omvat ongeveer vijftien staartwervels. De eerste drie wervels zijn kort en breed met bolle uiteinden. De verdere wervels zijn tweemaal langer dan breed en missen werveluitsteeksels. Er zijn echter wel chevrons gevonden die evenwijdig aan de staart lopen en ongeveer even lang zijn als een wervel.
In de schoudergordel zijn schouderblad en ravenbeksbeen rechte elementen. Het schouderblad is tweemaal zo lang, met en licht verbreed bovenste uiteinde.
Het opperarmbeen heeft een kleine hoog geplaatste deltopectorale kam met een driehoekig profiel. De bovenste binnenhoek is klein. De schacht is recht met onderaan twee duidelijk ontwikkelde gewrichtsknobbels. Het opperarmbeen is langer dan het dijbeen en ongeveer even lang als het scheenbeen. De onderarm is recht, iets korter dan het eerste kootje van de vleugelvinger en even lang als het tweede kootje. Er zijn minstens vier, wellicht vijf, carpalia in de pols. De onderste daarvan is het grootst, maar iets smaller dan het vierde middenhandsbeen. Het pteroïde is kort, robuust en licht gekromd met een stomp uiteinde. De handklauwen zijn kort, robuust en groter dan de handklauwen. Het vierde middenhandsbeen is kort en stevig met 40,7 % van de lengte van het opperarmbeen. De andere middenhandsbeenderen hebben dezelfde lengte en raken de carpalia.

## Fylogenie
Hone plaatste Luopterus in 2020 in de Anurognathidae, zonder een analyse van diens verdere positie.